# Vichada (departement)
Vichada is een departement in het oosten van Colombia. De hoofdstad van het departement is de stad Puerto Carreño. Er wonen 55.872 mensen in het departement (2005).

## Vichadastructuur
In het departement bevindt zich de Vichadastructuur, een mogelijke inslagkrater. Op de topografische kaart van Vichada is duidelijk te zien hoe de rivier de Vichada om de structuur heenstroomt.

## Gemeenten
Er zijn vier gemeenten in Vichada.
| Gemeente       | Inwoners |
| -------------- | -------- |
| Cumaribo       | 23.990   |
| La Primavera   | 4.517    |
| Puerto Carreño | 10.034   |
| Santa Rosalía  | 3.188    |

| Detailkaart |
| ----------- |
|             |